# Paramoera suchaneki
Paramoera suchaneki är en kräftdjursart som beskrevs av Staude 1995. Paramoera suchaneki ingår i släktet Paramoera och familjen Eusiridae. Inga underarter finns listade i Catalogue of Life.